# Jaworze (województwo podkarpackie)
Jaworze (j. łemkowski Явірє)– wieś w Polsce położona w województwie podkarpackim, w powiecie jasielskim, w gminie Nowy Żmigród.
W latach 1975–1998 miejscowość administracyjnie należała do województwa krośnieńskiego.